# Wellington (Colorado)
Wellington ist eine US-amerikanische Stadt in Colorado im Larimer County. Sie hat etwa 6280 Einwohner (Stand 2010) auf einer Fläche von 4,6 km².